# Amir Wilson
Amir Wilson (* 6. Februar 2004 in Shrewsbury, Shropshire) ist ein britischer Schauspieler. 

## Laufbahn
Amir Wilson wurde als Sohn eines englischen Vaters und einer sudanesischen Mutter geboren. Er wuchs in Monkmoor, einem Vorort seiner Geburtsstadt Shrewsbury, auf. 2018 verstarb sein Vater. Er hat außerdem eine ältere Schwester.
Erste schauspielerische Erfahrungen sammelte Wilson als Mitglied einer lokalen Theatergruppe. Anschließend konnte er sich auf der Theaterbühne einen gewissen Namen machen. So verkörperte der Nachwuchsschauspieler 2015 in dem Disney-Musical Der König der Löwen, welches im Londoner Lyceum Theatre aufgeführt wurde, die Rolle des jungen Simba. 2017 schloss sich eine Rolle in dem Musical The Secret Diary of Adrian Mole Aged 13¾ in der Menier Chocolate Factory an.
Eine erste Filmrolle erhielt er 2018 in dem Kurzfilm Special Delivery. 2019 erhöhte sich sein Bekanntheitsgrad merklich, als Wilson in der britisch-amerikanischen Co-Produktion His Dark Materials für die Rolle des Will Parry (eine der Hauptrollen) besetzt wurde, welche er seitdem fortlaufend verkörpert. Im Jahr 2020 spielte er die Hauptrolle des Tiuri in der niederländisch-britischen Jugendserie Der Brief für den König und übernahm außerdem den Part des Dickon in der Literaturverfilmung Der geheime Garten. 

## Bühnenauftritte
| Jahr | Titel                                    | Rolle | Regie         | Spielort                                                     |
| ---- | ---------------------------------------- | ----- | ------------- | ------------------------------------------------------------ |
| 2015 | Der König der Löwen                      | Simba |               | Lyceum Theatre, West End, London                             |
| 2017 | The Secret Diary of Adrian Mole Aged 13¾ | Nigel | Luke Sheppard | Menier Choclate Factory, London Borough of Southwark, London |

## Filmografie
- 2018: Special Delivery (Kurzfilm)
- 2019: Wenn du König wärst (The Kid Who Would Be King)
- 2019–2022: His Dark Materials (Fernsehserie, 12 Folgen)
- 2020: Der Brief für den König (The Letter for the King, Fernsehserie, alle Folgen)
- 2020: Der geheime Garten (The Secret Garden)
- 2022: The Magic Flute – Das Vermächtnis der Zauberflöte
- 2024: The Return